# Puchar Wielkich Mistrzów
Puchar Wielkich Mistrzów – nieistniejący turniej siatkarski rozgrywany przez męskie reprezentacje narodowe od 1993 do 2017 roku. Puchar organizowany był co cztery lata w Japonii, rok po letnich igrzyskach olimpijskich.

## Cel utworzenia turnieju
Organizacja FIVB zdecydowała się na przeprowadzanie Pucharu Wielkich Mistrzów po to, by nie było siatkarskiego sezonu bez rozgrywek tej federacji. Był to jedyny turniej, który nie dawał punktów w rankingu FIVB.

## Reguły
Puchar Wielkich Mistrzów rozgrywany był na zasadach:
- turniej odbywał się w Japonii
- na zawodach grało sześć zespołów: gospodarz (Japonia), mistrzowie z 4 kontynentów, których drużyny zajęły najwyższe miejsca na ostatnich letnich igrzyskach olimpijskich, drużyna z dziką kartą
- na końcową klasyfikację miało wpływ kolejno:
  - liczba zwycięstw
  - punktowy współczynnik ratio (liczba punktów zdobytych podzielona przez liczbę punktów straconych)
  - setowy współczynnik ratio (liczba setów wygranych podzielona przez liczbę setów przegranych)
  - bezpośredni wynik drużyn

## Medaliści Pucharu Wielkich Mistrzów
| Edycja | Rok  | Gospodarz      | Złoto    | Srebro            | Brąz       | Miejsce zajęte przez reprezentację Polski |
| ------ | ---- | -------------- | -------- | ----------------- | ---------- | ----------------------------------------- |
| I      | 1993 | Tokio          | Włochy   | Brazylia          | Kuba       | n/s                                       |
| II     | 1997 | Tokio          | Brazylia | Holandia          | Kuba       | n/s                                       |
| III    | 2001 | Tokio i Nagoja | Kuba     | Brazylia          | Jugosławia | n/s                                       |
| IV     | 2005 | Tokio i Nagano | Brazylia | Stany Zjednoczone | Włochy     | n/s                                       |
| V      | 2009 | Osaka i Nagoja | Brazylia | Kuba              | Japonia    | 4. miejsce                                |
| VI     | 2013 | Kioto i Tokio  | Brazylia | Rosja             | Włochy     | n/s                                       |
| VII    | 2017 | Nagoja i Osaka | Brazylia | Włochy            | Iran       | n/s                                       |

## Najbardziej wartościowi zawodnicy (MVP)
- 1993 –  Andrea Giani
- 1997 –  Nalbert Bitencourt
- 2001 –  Ivan Miljković
- 2005 –  André Nascimento
- 2009 –  Roberlandy Simón Aties
- 2013 –  Dmitrij Muserski
- 2017 –  Ricardo Lucarelli

## Klasyfikacja medalowa
| Msc.  | Państwo           | złoto | srebro | brąz | Razem |
| ----- | ----------------- | ----- | ------ | ---- | ----- |
| 1.    | Brazylia          | 5     | 2      | 0    | 7     |
| 2.    | Kuba              | 1     | 1      | 2    | 4     |
| =     | Włochy            | 1     | 1      | 2    | 4     |
| 4.    | Holandia          | 0     | 1      | 0    | 1     |
| =     | Rosja             | 0     | 1      | 0    | 1     |
| =     | Stany Zjednoczone | 0     | 1      | 0    | 1     |
| 7.    | Japonia           | 0     | 0      | 1    | 1     |
| =     | Jugosławia        | 0     | 0      | 1    | 1     |
| =     | Iran              | 0     | 0      | 1    | 1     |
| Razem | Razem             | 7     | 7      | 7    | 21    |